# Ớt hiểm
Ớt hiểm, còn gọi là ớt mắt chim (tiếng Anh: Bird's eye chili), ớt thóc, hay ớt Thái là một giống ớt thuộc loài Ớt cựa gà L. trong họ Cà, thường mọc ở Đông Nam Á. Nó cũng được tìm thấy ở Ấn Độ, đặc biệt là ở Kerala, nơi nó được sử dụng trong nhiều món ăn của ẩm thực Kerala (phát âm theo tiếng Malayalam là kanthari mulagu- കാന്താരി മുളക്). Loại ớt này (được biết dưới cái tên කොච්චි (kochchi) trong tiếng Sinhalese) cũng có ở các vùng nông thôn Sri Lanka, nơi nó được dùng làm loại thay thế cho ớt xanh.
Tên ớt mắt chim cũng được dùng cho loại ớt Bắc Mỹ Chiltepin, vì cả hai loại ớt đều có dạng tròn nhỏ và hạt của chúng đều được phân tán nhờ các loài chim.

## Đặc điểm sinh học

### Mô tả
Ớt hiểm là loại cây lâu năm, thân nhỏ, trái thuôn nhỏ, thường mọc thành chùm 2, 3 trái ở đốt. Trái của nhiều loại ớt hiểm thường có màu đỏ, một số loại có màu vàng, tím hoặc đen. Trái ớt hiểm rất cay. Hoa có màu trắng xanh hoặc trắng vàng.
Theo phân loại học, ớt hiểm là một giống ớt của loài Ớt cựa gà (Capsicum frutescens), nhưng ngày ngay có người phân loại chúng vào loài Ớt kiểng (Capsicum chinense).
Ớt hiểm nhỏ nhưng có vị rất cay. Độ cay của nó là 100,000–225,000 đơn vị Scoville, thấp hơn độ cay của ớt Habanero.
Characteristics of the Birds Eye Chili plant
- Chiều cao cây - cao đến 2 mét
- Màu của cành cây - Xanh lá
- Màu lá - Xanh lá
- Kích cỡ lá - 3–8 cm by 2–4 cm

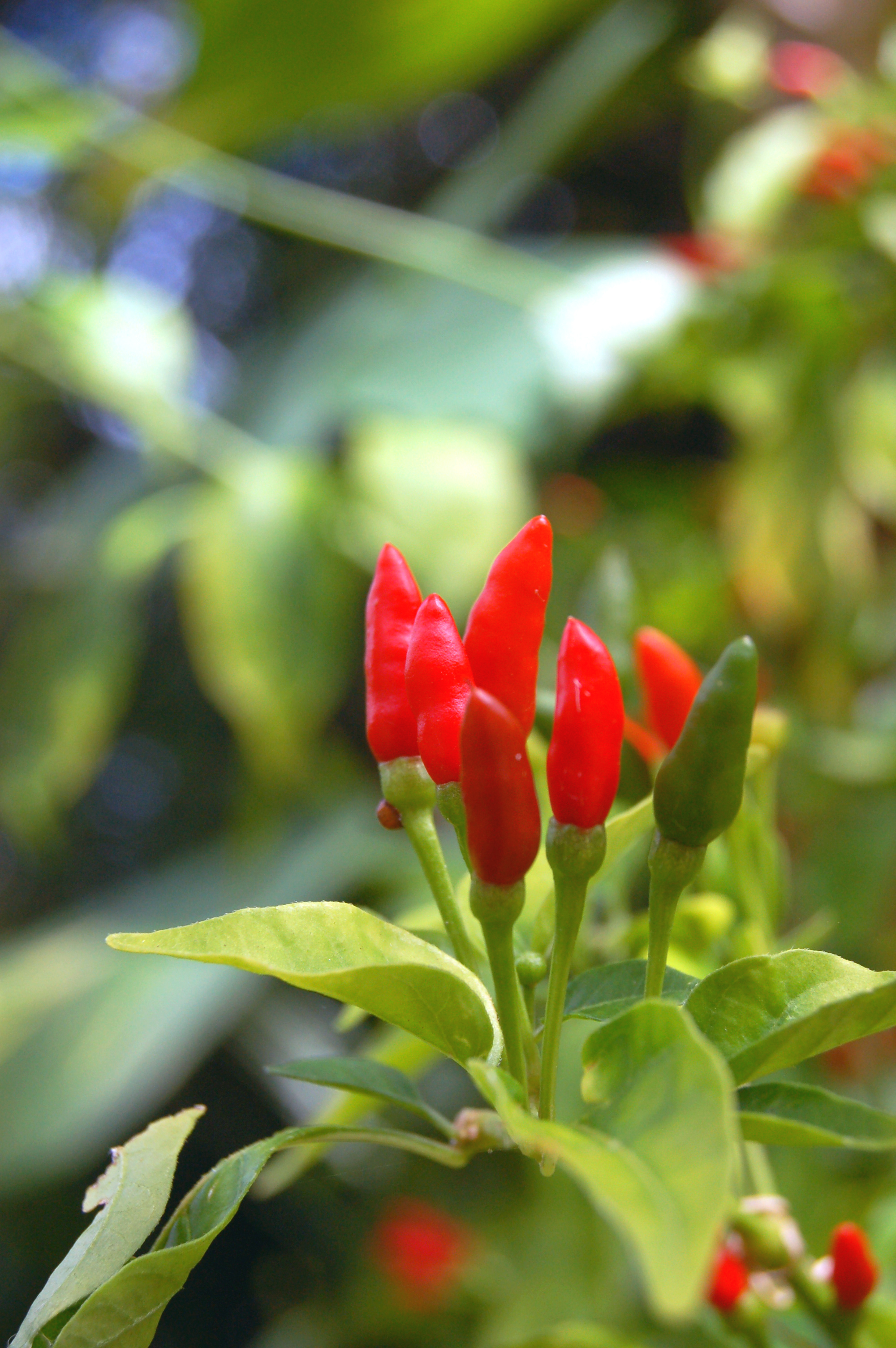
Cây ớt hiểm mọc dại ở Saipan.

- Màu trái ớt khi chín - xanh lá, cam và đỏ
- Hình dạng trái - hình nón
- Chiều dài trái - 2–3 cm
- Bề rộng trái- 0,5 cm
- Cân nặng của trái - 2-3 grams
- Bề mặt trái ớt - phẳng
- Màu của hạt - màu rám nắng nhạt
- Số lượng hạt mỗi cây - 10-20

### Nấu ăn

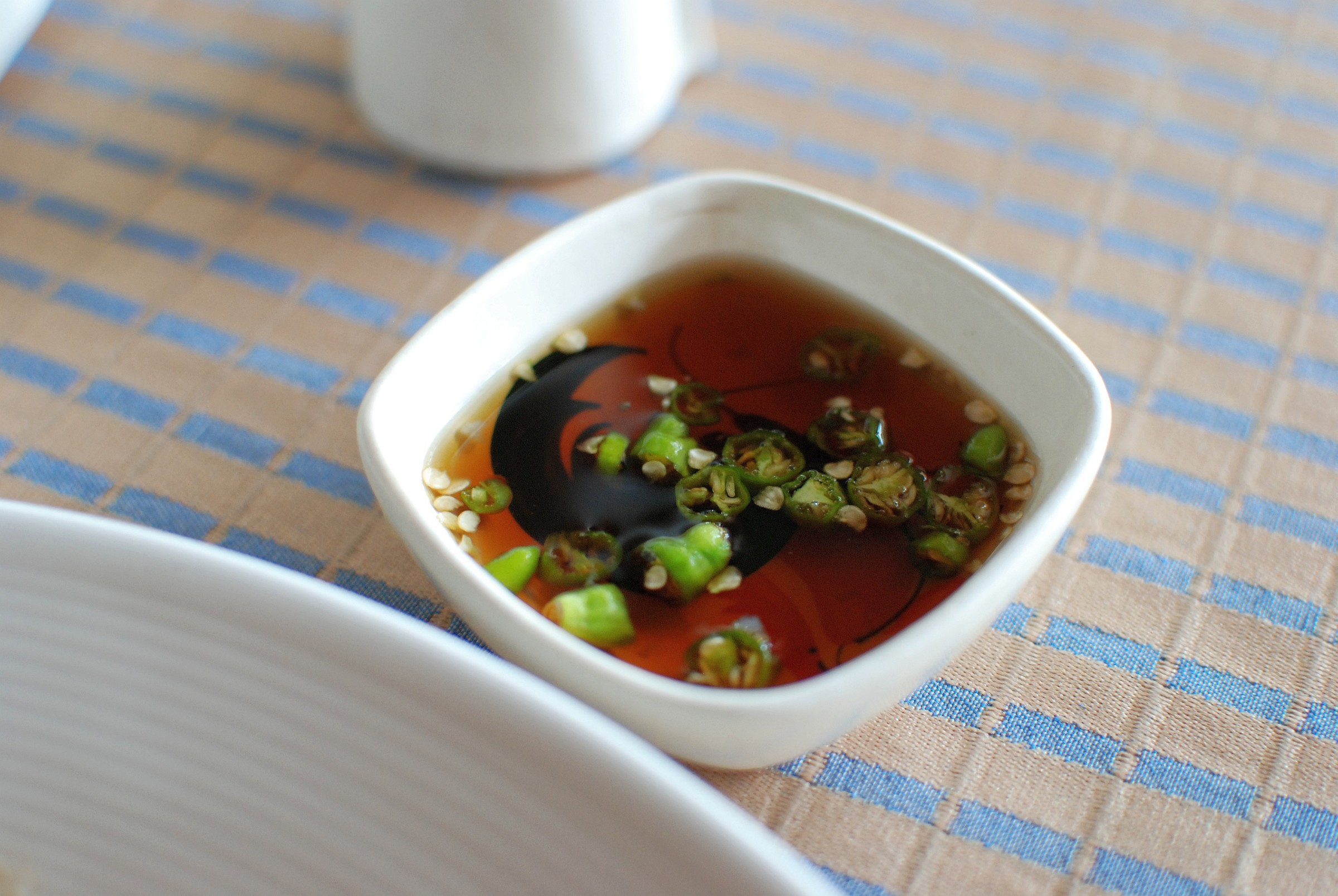
Phrik nam pla - nước mắm pha chanh, ớt mắt chim được dùng trong hầu hết các bữa ăn của người Thái

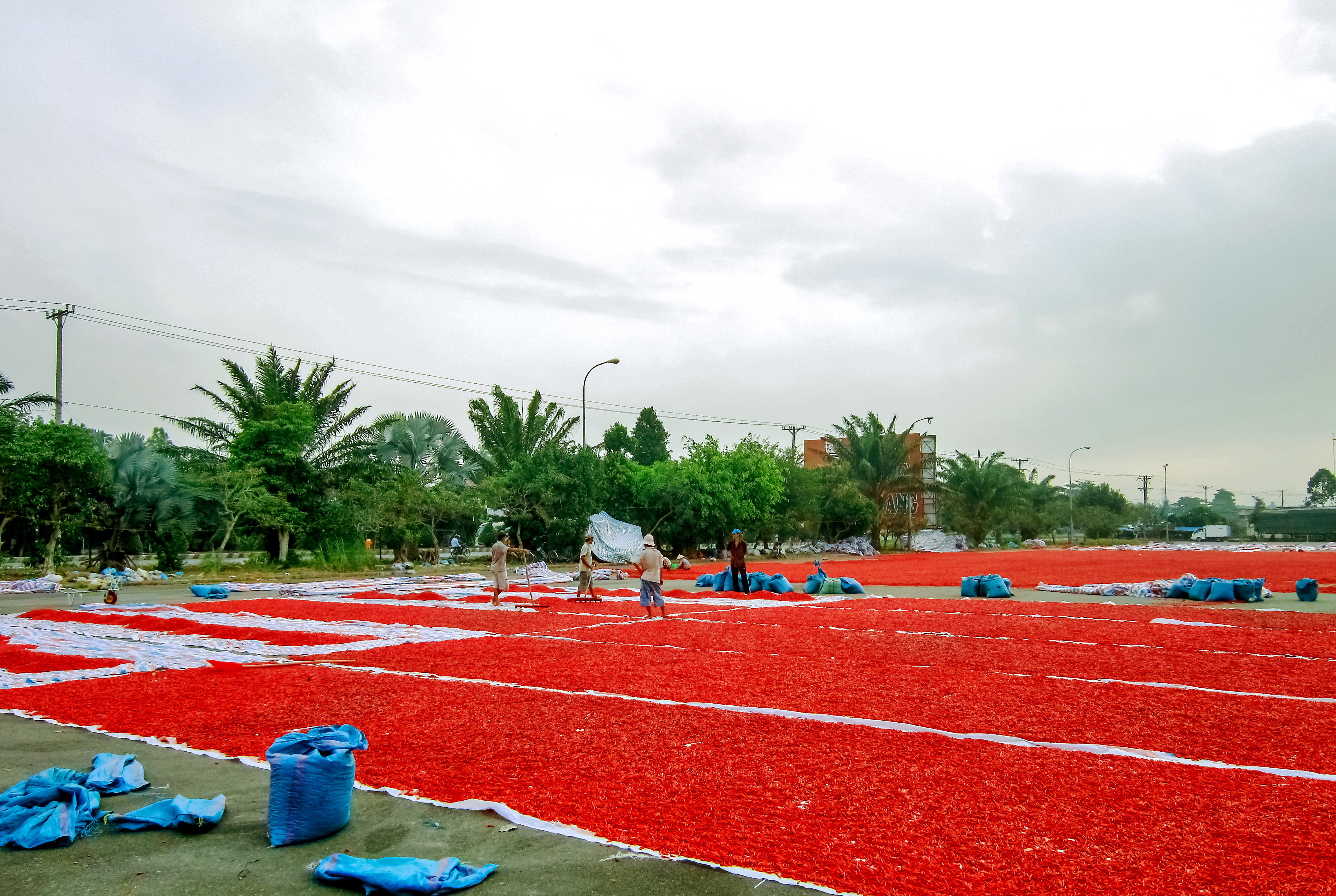
Phơi ớt hiểm đỏ để làm bột ớt ở Cái Bè